# Cán bộ cấp chiến lược
Cán bộ cấp chiến lược ở Việt Nam là đội ngũ cán bộ lãnh đạo Đảng Cộng sản Việt Nam, Nhà nước Việt Nam; bao gồm các Ủy viên Ban Chấp hành Trung ương Đảng; lãnh đạo chủ chốt các ban, bộ, ngành, đoàn thể, cơ quan Trung ương; lãnh đạo các tỉnh, thành phố, Đảng uỷ trực thuộc Trung ương; lãnh đạo các quân khu, quân chủng, binh chủng; lãnh đạo các tập đoàn, tổng công ty lớn... Đây là những người có trọng trách ở tầm quyết sách cao nhất của quốc gia, thuộc diện quản lý của Bộ Chính trị, Ban Bí thư Trung ương Đảng.

## Quy hoạch
Cán bộ quy hoạch cấp chiến lược được Ban Chấp hành Trung ương Đảng Cộng sản Việt Nam khóa XII xác định gồm 3 đối tượng như sau:
- Phó bí thư tỉnh, thành ủy, phó trưởng ban, thứ trưởng và tương đương ở các bộ, ngành, Ủy ban Mặt trận Tổ quốc, các đoàn thể, cơ quan, đơn vị ở trung ương, chủ tịch hội đồng thành viên, tổng giám đốc tập đoàn, tổng công ty nhà nước hạng đặc biệt, lãnh đạo cấp trưởng, cấp phó cơ sở nghiên cứu, đào tạo lớn ở trung ương.
- Bí thư huyện ủy, quận ủy, giám đốc sở, ngành và tương đương ở các tỉnh, thành phố trực thuộc trung ương, tổng cục trưởng, cục trưởng, vụ trưởng, viện trưởng và tương đương ở các ban, bộ, ngành, Mặt trận Tổ quốc, các đoàn thể, cơ quan, đơn vị ở trung ương.
- Cán bộ có phẩm chất, năng lực, thành tích nổi trội, có năng lực lãnh đạo, quản lý; là cán bộ trẻ, cán bộ nữ, cán bộ người dân tộc ít người, trí thức, nhà khoa học ngành mũi nhọn, cán bộ xuất thân từ công nhân, nông dân, trí thức yêu nước, gia đình có truyền thống cách mạng đã được quy hoạch vào các chức danh như bí thư, phó bí thư tỉnh ủy, thành ủy, bộ trưởng, thứ trưởng và tương đương...

## Bài liên quan
- Giới tinh hoa
- Tầm nhìn chiến lược
- Nhân cách người lãnh đạo